# AK-51 (lek)
AK-51, (4R)-2,5-diazaspiro[3.4]oktan-3-on, je agonist NMDA receptora.